# بيانكا بوشا
بيانكا بوشا هي لاعبة كرة طائرة صربية ولدت في 25 يوليو 1994.فازت بالميدالية الفضية مع منتخب صربيا في أولمبياد 2016.

## روابط خارجية
- بيانكا بوشا على موقع الاتحاد الدولي beach volleyball database (الإنجليزية)
- بيانكا بوشا على موقع الاتحاد الأوروبي (الإنجليزية)
- بيانكا بوشا على موقع عالم الكرة الطائرة (الإنجليزية)
- بيانكا بوشا على موقع دوري الدرجة الأولى الإيطالي للكرة الطائرة - سيدات (الإيطالية)
- بيانكا بوشا على موقع اللجنة الأولمبية الدولية (الإنجليزية)
- بيانكا بوشا على موقع أوليمبيديا (الإنجليزية)
- بيانكا بوشا على موقع اللجنة الأولمبية الصربية (الصربية)